# RC Cannes
Racing Club de Cannes (RC Cannes) är en idrottsklubb som är aktiv inom flera sporter. Dess damvolleybollag har blivit franska mästare 21 gånger och vunnit franska cupen 20 gånger, bägge mer än någon annan klubb. De har också vunnit CEV Champions League för damer två gånger.